# Hautmuskelschlauch

Schematischer Schnitt durch einen Ringelwurm: 4 (Epidermis mit Cuticula), 6 (Ringmuskulatur) und 7 (Längsmuskulatur) markieren die Elemente des Hautmuskelschlauchs

Der Hautmuskelschlauch ist ein Teil des als Hydroskelett bezeichneten Körperstützsystems verschiedener wurmartiger Wirbelloser. Beim Hautmuskelschlauch bilden das Integument („Haut“) und mindestens eine darunter liegende Muskelschicht eine funktionelle Einheit, die einen Gegendruck auf die wässrige Flüssigkeit in der Leibeshöhle ausübt und so den Körper stabilisiert. Das Integument ist dabei direkt mit der Muskulatur verbunden.
Die Muskulatur kann sich entweder nur auf Längsmuskeln beschränken (Fadenwürmer), oder aus Längs- und Ringmuskeln zusammengesetzt sein (Ringelwürmer). Dieser Unterschied im Aufbau hat maßgebliche Auswirkungen auf die Fortbewegungsweise der entsprechenden Vertreter. Bei endoparasitisch lebenden Plattwürmern umfasst der Hautmuskelschlauch eine syncytiale, für den Stoffwechsel hochrelevante Neodermis.
Ein Hautmuskelschlauch im eigentlichen Sinn kommt, neben den bereits beispielhaft genannten Fadenwürmern, Ringelwürmern, und Plattwürmern, unter anderem bei weiteren Gruppen der Rundwürmer sowie bei „primitiven“ Weichtieren (Wurmmollusken) vor.